# Barbuise
Barbuise – miejscowość i gmina we Francji, w regionie Grand Est, w departamencie Aube.
Według danych na rok 1990 gminę zamieszkiwało 270 osób, a gęstość zaludnienia wynosiła 15 osób/km².

## Historia
Pierwsze osadnictwo na terenie gminy Barbuise pojawiło się dawno temu, o czym świadczą liczne znaleziska archeologiczne oraz megality.

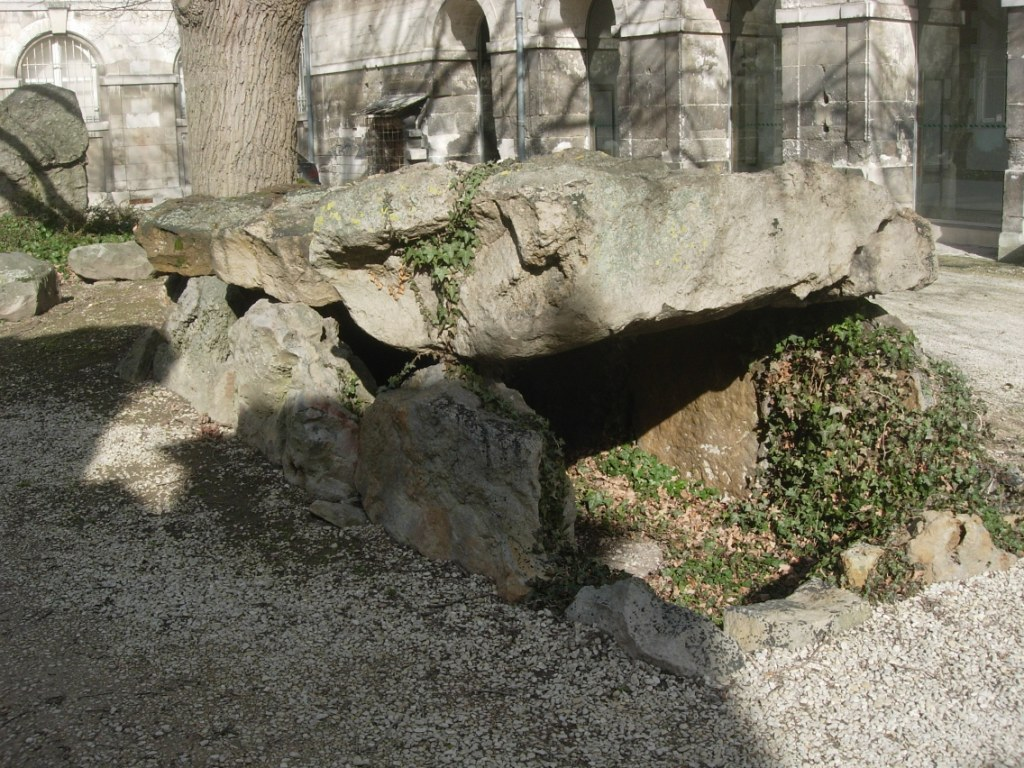
stary chodnik
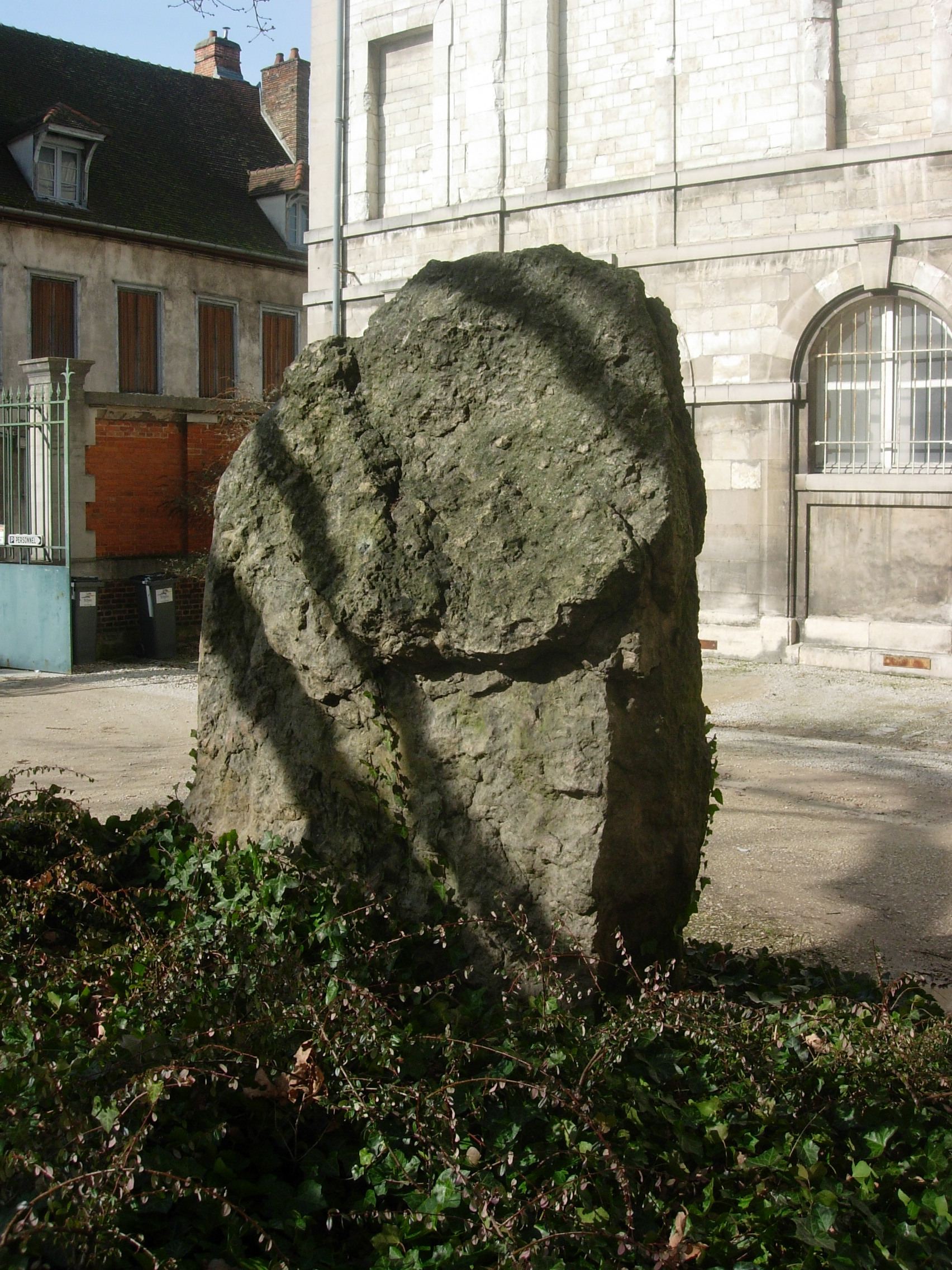
megalit